# Sven Lindman
Sven „Svenne“ Lindman (* 19. April 1942) ist ein ehemaliger schwedischer Fußballspieler.

## Laufbahn
Lindman begann mit dem Fußballspielen bei Ormsjö IF Uven, ehe der Mittelfeldspieler zu Djurgårdens IF wechselte. Mit dem Klub wurde er 1966 schwedischer Meister. 1968 unterschrieb er einen Zweijahresvertrag bei Rapid Wien. 1969 holte er mit der Mannschaft den österreichischen Pokal. Jedoch fühlte er sich beim Klub unwohl und kehrte nach nur einer Spielzeit nach Schweden zu DIF zurück. 1980 beendete er nach 312 Spielen in der Allsvenskan und 49 Erstligatoren seine Laufbahn.
Lindman stand 21 Mal für Schweden auf dem Platz. Mit der Landesauswahl nahm er an der Weltmeisterschaft 1974 teil.